# Henri Peslier
Henri François Peslier, né le 4 janvier 1880 à Uzel (Côtes-du-Nord) et mort le 12 mai 1912 à Paris, est un nageur et un joueur de water-polo français. 
Licencié à la Libellule de Paris, il est médaillé de bronze avec cette équipe aux Jeux olympiques d'été de 1900 à Paris.
En nage libre, il est champion de France du 400 mètres en mer en 1901 et 1903, du mile en 1901 et du 500 mètres en bassin de 50 mètres en 1902.
Employé de commerce, il meurt à l'âge de 32 ans à l'hôpital Broussais dans le 14e arrondissement de Paris.